# U-Bahnhof Habsburgerallee
Habsburgerallee ist ein Bahnhof der U-Bahn Frankfurt. Er liegt auf der C-Strecke und wird von der Linie U7 bedient. Der Bahnhof liegt im Stadtteil Ostend unter der namensgebenden Straße. Die Station wurde am 30. Mai 1992 eröffnet.

## Lage
Der Bahnhof Habsburgerallee liegt auf der U7 zwischen den Stationen Zoo und Parlamentsplatz. Er ist vom Stadtzentrum aus betrachtet der erste Bahnhof der sogenannten Ostendlinie. In unmittelbarer Nähe befindet sich der Zoo.

## Bauweise

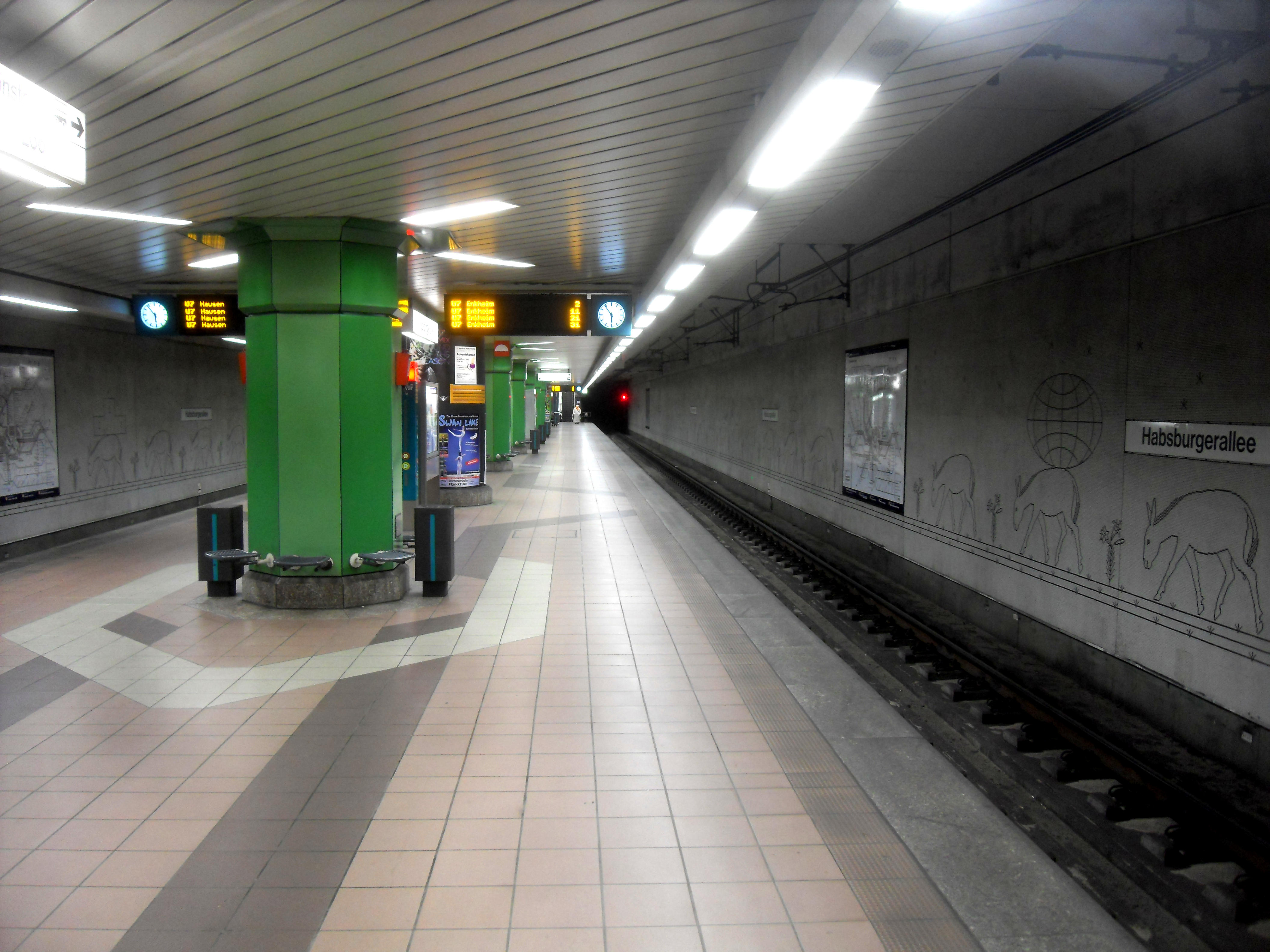
Bahnsteig des U-Bahnhofs Habsburgerallee in Richtung Enkheim

Wie bereits auf dem ersten Bauabschnitt der C-Strecke wurde der U-Bahnhof Habsburger Allee in einer offenen, abgedeckten Baugrube, die Streckentunnel jedoch in geschlossener, bergmännischer Bauweise errichtet. Der Bahnhof wurde aus Kostengründen nicht von externen Architekten, sondern vom Stadtbahnbauamt selbst gestaltet, was architektonisch gesehen zu weniger spektakulären Ergebnissen als im ersten Bauabschnitt führte.
Die Säulen auf dem Bahnsteig sind mit grünen Metallplatten verkleidet. Die Wände zeigen ein großes Mosaik mit 66 Eseln. Diese transportieren verschiedene Gegenstände aus dem Alltag, wie Telefone, Spritzen, Geldkarten, aber auch Wolken, einen weiteren Esel oder auch einen nackten Menschen. Der Künstler Manfred Stumpf will mit den Eseln auf mythologische und neuzeitliche „Plagen“ hinweisen, wie Drogen, Alkohol, Rüstungswahn und Konsumterror.

## Betrieb

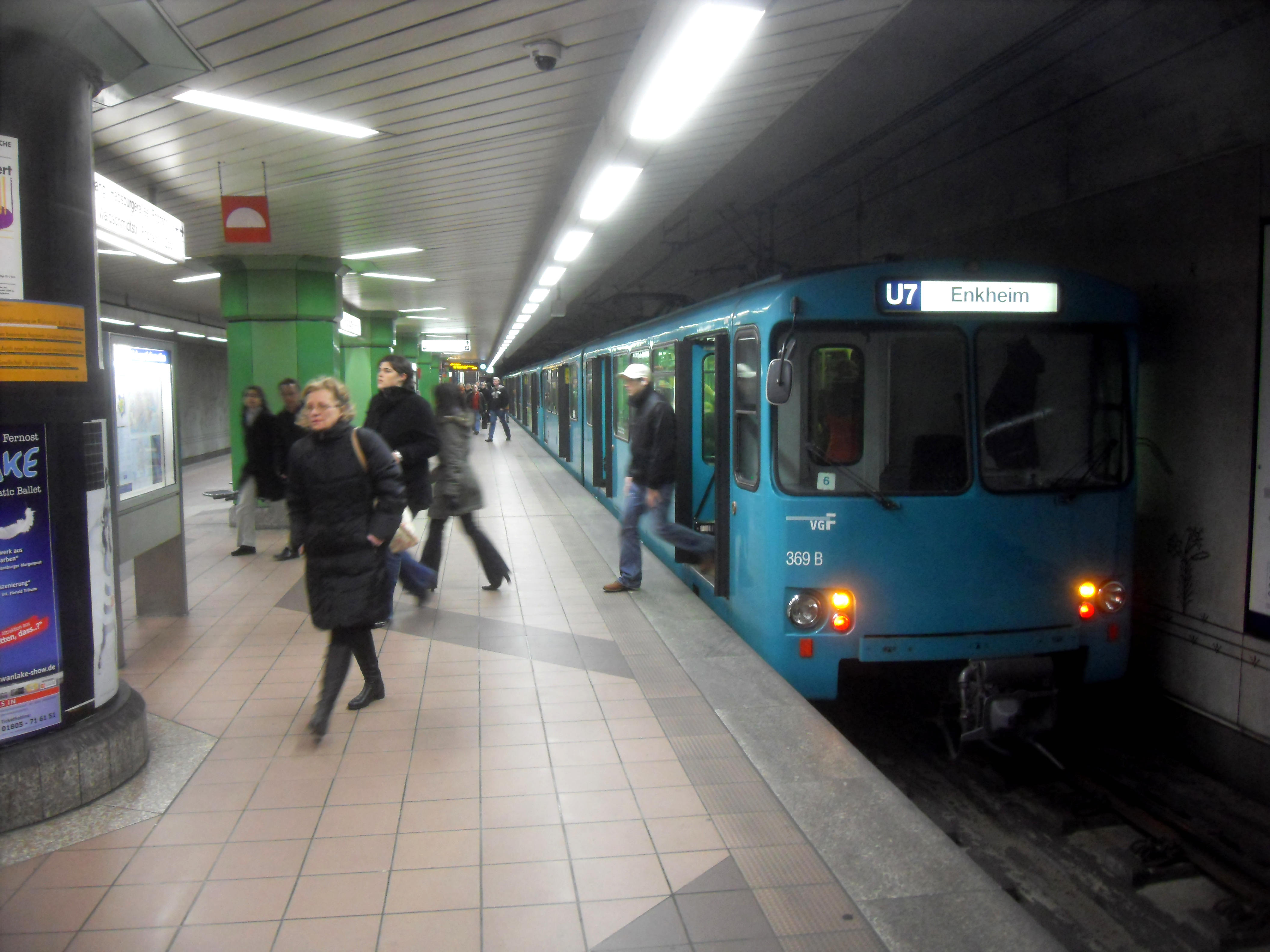
Wagen der U 7 im U-Bahnhof Habsburgerallee auf dem Weg nach Frankfurt-Bergen-Enkheim

Der U-Bahnhof Habsburgerallee wird von der Linie U7 bedient.
| Linie | Verlauf | Takt                 |
| ----- | --- | -------------------- |
| S7    | Praunheim Heerstraße – Friedhof Westhausen – Stephan-Heise-Straße – Hausener Weg – Fischstein – Industriehof – Kirchplatz – Leipziger Straße – Bockenheimer Warte – Westend – Alte Oper – Hauptwache – Konstablerwache – Zoo – Habsburgerallee – Parlamentsplatz – Eissporthalle/Festplatz – Johanna-Tesch-Platz – Schäfflestraße – Gwinnerstraße – Kruppstraße – Hessen-Center – Enkheim | 10 min 7/8 min (HVZ) |